# Teodozijev zakonik
Teodozijev zakonik (lat. Codex Theodosianus) je bila zbirka zakona Rimskog Carstva iz vremena kršćanskih vladara nakon 312. godine, odnosno kad je kršćanstvo postalo službenom vjerom u Carstvu.

## Povijest
Dao jue je 429. godine sastaviti car Istočnog Rimskog Carstva Teodozije II. Zbirka je službeno objavljena u Istočnom Rimskom Carstvu 15. veljače 438. godine. Senatu Istočnog Rimskog Carstva Teodozije je 26. ožujka 429. godine najavio da namjerava formirati komisiju koja će kodificirati sve zakone (leges, jedn. lex) od vremena Konstantina do Teodozija II. i Valentinijana III. Dvadeset i dvojica stručnjaka u dvjema momčadima radila su devet godina od 429. radi asembliranja onog što je poslije postalo poznato kao Teodozijev zakonik.
Ishod je bila zbirka koja je sadržavala više od 2500 pravnih akata iz razdoblja 313. do 437. godine. Zbirku je činilo 16 knjiga. Godinu poslije, u Zapadno Rimsko Carstvo uveo ga je car Valentinijan III. objavom od 1. siječnja 439.
Ovaj je zakonik značajan time što je prvi put još od vremena Zakonika dvanaest ploča kad je rimska vlast javnom vlašću pokušala sabrati i objaviti njene zakone." Zakonik pokriva političke, društveno-gospodarske, kulturne i vjerske teme četvrtog i petog stoljeća u dominatu Rimskog Carstva. Okolnosti su bile takve da se je carski autoritet morao dodatno pojačati pisanom riječi. Osim toga, Teodozije je bio gorljivi kršćanin. Zato je nastojao učvrstiti kršćanski karakter Carstva i suzbiti krivovjerje, zbog čega su u zakoniku edikti kanonskog prava.
Pad Rimskog Carstva nije značio da je ovaj zakonik propao zajedno s njime. 476. su se njime poslužile novostvorene barbarske države i njihovi vladari. Poslužio im je kao podloga za njihove vlastite zakone i zbirke zakona. U Bizantu je poslužio kao temelj za jednu novu i širu kodifikaciju rimskog prava. To je bila kodifikacija cara Justinijana Justinijanov kodeks.

## Vanjske poveznice
- Imperatoris Theodosii codex liber decimus sextus (lat.)